# Cristallographie sérielle femtoseconde
La cristallographie sérielle femtoseconde ou SFX (en anglais : serial femtosecond crystallography) est une technique d'imagerie permettant l'observation des réactions moléculaires à l'échelle de l'atome sur des durées de quelques femtosecondes soit un millionième de milliardième de seconde (10−15 s). Pour obtenir cette résolution spatiale et temporelle, elle utilise un laser à rayons X. Pour donner une idée de la brièveté à laquelle cette technique doit parvenir, il y a environ à peu près autant de femtosecondes dans une seconde qu'il y a de secondes écoulées en trente-deux millions d'années.

## Présentation
Pour déterminer la position des atomes d'une protéine ou d'autres molécules, on utilise la cristallographie aux rayons X, une technique qui demande de réunir ces molécules de façon à former un réseau cristallin, autrement dit des cristaux. Un faisceau de rayons X envoyé sur l'un de ces cristaux fait apparaître une figure de diffraction caractéristique de la structure de la molécule étudiée. La SFX fait appel à ce même principe mais la procédure adoptée est beaucoup plus rapide.

### Obstacles techniques
De nombreux obstacles techniques ont dû être surmontés. Plusieurs avancées significatives avaient été réalisées auparavant. Ainsi dans les années 1980, les travaux du prix Nobel de chimie égyptien Ahmed Zewail ont permis l'observation de réactions chimiques à l'aide d'impulsions laser très brèves. Toutefois, ces lasers utilisaient la lumière visible dont la longueur d'onde trop grande ne permettait pas l'observation de détails à une échelle suffisamment petite. Pour aller plus loin, l'idée fut d'utiliser un laser à rayon X. Un des problèmes qui se pose avec ce type de laser, est que le faisceau transporte tellement d'énergie qu'il détruit presque instantanément l'échantillon à étudier. (Un tel laser peut découper l'acier.)
En 2000, les biophysiciens Jamos Hajdu et Richard Neudze calculèrent qu'une molécule commençait à exploser une dizaine de femtosecondes après l'instant où les rayons X l'avaient atteint. L'image de la molécule devait donc être réalisée en un temps plus court avant que la molécule ne soit détruite. En 2006, Henry Chapman et son équipe réussirent à enregistrer un motif gravé sur une membrane en nitrure de silicium avant qu'il ne soit détruit. 
Un autre obstacle a été la réalisation des cristaux dont la maîtrise de la croissance exige un savoir-faire difficile à acquérir. Afin de surmonter ces deux difficultés, on réalisa des microcristaux, plus simples à réaliser, qui seraient projetés devant le faisceau laser par un canon conçu à cet effet, réduisant ainsi le temps d'exposition aux rayons X. Ce faisant, une autre difficulté se présenta : il fallait réussir à déterminer l'orientation spatiale de ces cristaux pour pouvoir retrouver la configuration des atomes de la molécule étudiée.
Un premier essai eut finalement lieu au Centre de l'accélérateur linéaire de Stanford (SLAC) en décembre 2009, qui permit d'obtenir les résultats espérés ouvrant ainsi la voie à de nombreuses applications.

## Applications et développements futurs
Utilisée notamment en chimie organique et en biologie structurale, elle permet, entre autres, d'observer la dissociation des molécules d'eau lors de la photosynthèse. Elle a ainsi permis d'observer pour la première fois les étapes initiales de cette réaction. La SFX a également permis de lever des ambiguïtés concernant les réactions de plusieurs protéines photoactives précédemment étudiées en synchorotron par la méthode le Laue telles que la bactériorhodopsine et la protéine jaune photoactive.
Dans le domaine de la recherche médicale, cette technique a permis la détermination de la structure de l'enzyme responsable de la destruction des globules rouges dans la maladie du sommeil. Concernant l'action de médicaments, la SFX aide à comprendre pourquoi certaines de ces molécules n'atteignent pas leur protéines cibles.
Depuis 2016, des développements sont en cours pour tenter d'adapter cette technique en faisant usage de synchrotrons, dont le faisceau de rayons X est moins intense et approximativement continu, plutôt que d'avoir recours à l'installation d'un laser à électrons libres (ou FEL) pour la production d'un faisceau de rayons X très intense et pulsé. En conséquence, la cristallographie sérielle en synchrotron (SSX) a une résolution temporelle plus limitée et est plus sensible aux dommages occasionnés par les radiations X aux échantillons étudiés mais, les synchrotrons étant plus répandus dans le monde, cette technique est plus accessible que la SFX.